# 보령시 (선거구)
보령시는 대한민국의 옛 국회의원 선거구이다. 당시 충청남도 보령시 지역을 관할했다.

## 역사
1995년 1월 1일을 기해 충청남도 대천시와 보령군이 통합되면서 통합 보령시가 신설되었다. 이에 대한민국 제15대 국회의원 선거를 앞두고 대천시·보령군 선거구가 보령시 선거구로 개편되었다.
대한민국 제16대 국회의원 선거를 앞두고 서천군 선거구와 통하되면서 보령시·서천군 선거구를 형성하게 됨에 따라 폐지되었다.

## 역대 국회의원
| 선거   | 정당 | 정당         | 의원   |
| ------ | ---- | ------------ | ------ |
| 1996년 |      | 자유민주연합 | 김용환 |

## 역대 선거 결과

### 대한민국 제15대 국회의원 선거
|  | 70.27% |

|  | 20.34% |

|  | 9.37% |